# Ośrodek Zapasowy Artylerii Konnej nr 3
Ośrodek Zapasowy Artylerii Konnej nr 3 – oddział artylerii Wojska Polskiego II RP z okresu kampanii wrześniowej.
Ośrodek Zapasowy Artylerii Konnej nr 3 nie występował w pokojowej organizacji Wojska Polskiego. Był jednostką formowaną zgodnie z planem mobilizacyjnym „W” we Włodawie, w II rzucie mobilizacji powszechnej. Jednostką mobilizującą był 9 dywizjon artylerii konnej.

## Historia i formowanie
W ramach mobilizacji powszechnej w jej II rzucie z kadry i nadwyżek rezerwistów: 9 dywizjonu artylerii konnej z Baranowicz, 3 dywizjonu artylerii konnej z Podbrodzia, 14 dywizjonu artylerii konnej z Białegostoku i Ostrołęki. Zmobilizowano Ośrodek Zapasowy Artylerii Konnej nr 3. Ośrodek ten miał za zadanie przeszkolenie uzupełnień, formowanie plutonów i baterii marszowych II serii, dla jednostek zmobilizowanych przez 3, 9 i 14 dak.
Etat OZAK nr 2 w/g planu mobilizacyjnego przewidywał:
- dowództwo ośrodka
- bateria gospodarcza
- 1 bateria konna typ A
- 1 bateria konna typ B
- 1 pluton łączności[2].

Zgodnie z planem mobilizacyjnym OZAK nr 3 miał rozpocząć działanie 8 dnia mobilizacji powszechnej. Ośrodek był mobilizowany w koszarach 9 pułku artylerii ciężkiej. 2 września zgodnie z rozkazem Naczelnego Wodza i Ministra Spraw Wojskowych przyspieszono mobilizację jednostek II rzutu o 2 dni. Mobilizację prowadzono w oparciu o przybyłe OZN 9 dak, OZN 3 dak i część OZN 14 dak, oraz zmobilizowanych na miejscu rezerwistów, konie i wozy konne. Dowódcą OZAK nr 3 wyznaczono ppłk Jana Pałubickiego ze Szkoły Podchorążych Artylerii w Toruniu, zastępcą dowódcy został kpt. Józef Szyszka z 3 dak. Z 9 dak do Ośrodka dotarły trzy armaty 75 mm wz. 1902/26 i bliżej nieznana grupa oficerów, podoficerów i kanonierów, w tym z wcielenia z marca 1939. Z 3 dak 10 oficerów, 7 podoficerów i ok. 300 szeregowych, część z 14 dak 3 oficerów, 5 podoficerów i 200 szeregowych. Dalszy pobór prowadzono na miejscu. Na rozkaz dowódcy OK IX gen. bryg. Franciszka Kleeberga 11 września z personelu i sprzętu OZAK nr 3 zorganizowano w oparciu głównie o żołnierzy 9 dak baterię artylerii konnej z 3 armatami. Bateria ta pod dowództwem kpt. st. spocz. Eustachego Zadory-Zadoreckiego została skierowana 12 września do Kobrynia i weszła w skład formowanej 60 DP „Kobryń”. Z części żołnierzy Ośrodka i rozbitych oddziałów we Włodawie sformowano: dwa bataliony piechoty dla odtwarzanego 116 pułku piechoty 41 Dywizji Piechoty pod dowództwem kpt. Tomasza Sowińskiego (do 13 września) i mjr. Kazimierza Kosiba(do 15 września). W większości z kadrą dowódczą ze 116 pp. Dodatkowo sformowano z dowiezionych 4 armat z Włodzimierza Wołyńskiego, baterię artylerii lekkiej (bez zwiadu i sprzętu łączności) pod dowództwem kpt. Zbigniewa Otfinowskiego z 61 pal. 

## Działania organizacyjne i bojowe
Bateria artylerii konnej kpt. Zadoreckiego 14 września weszła w skład improwizowanego V dywizjonu artylerii lekkiej mjr Stanisława Olechowskiego. Tego dnia zajęła stanowiska odkryte stanowiska ogniowe, do strzelania na wprost jako artyleria przeciwpancerna i towarzysząca na linii Muchawca w Kobryniu. Poszczególne działony wspierały bataliony piechoty Dywizji „Kobryń”. Bateria w walkach o Kobryń z niemieckim 5 pułkiem piechoty zmotoryzowanej 2 DPZmot. od ostrzału niemieckiej artylerii utraciła jedną armatę ciężko uszkodzoną. Następnie wykonała marsz z jednostkami dywizji do rejonu Szacka, gdzie 27 września weszła w skład Podlaskiej Brygady Kawalerii, która w większości utraciła swoją artylerię. Wraz z Podlaską BK wzięła udział w walkach 28 i 29 września; ostrzeliwała czołgi i piechotę sowiecką z rejonu Jabłoni. Następnie wraz z Podlaską BK przemieściła się w rejon Kocka. 3 i 4 października bateria stacjonowała we wsi Krzywda, zajmując tu stanowiska ogniowe. 4 października stan baterii uzupełniono armatą 75 mm wz. 1897 bez przyrządów celowniczych jedną z dwóch armat przyprowadzonych przez ppłk dypl. Tadeusza Żyborskiego. Tego dnia bateria ostrzeliwała oddziały zmotoryzowanej piechoty i samochody pancerne zbliżające się do stanowisk brygady od strony Żelechowa. 5 października bateria wspierała 5 pułk ułanów i 9 pułk strzelców konnych jako „latająca” bateria w walkach obronnych z piechotą zmotoryzowaną niemieckiej 29 DPZmot. pod Radoryżem, Krzywdą i Adamowem. Ppłk Jan Pałubicki jako dowódca garnizonu Włodawa w dniach 15-16 września miał zadanie ubezpieczyć przemarsz 41 DP i 33 Dywizji Piechoty, bronić przepraw przez Bug przed niemieckimi zagonami pancernymi, po czym 17 września odmaszerować do lasu pod Sawinem. Ze względu na dojście wojsk niemieckich do Brześcia nad Bugiem ppłk Pałubicki wydał zarządzenie do obrony mostu drogowego na Bugu we Włodawie i mostu kolejowego w pobliskim Orchowie. Od 15 września garnizon przygotował się do ewakuacji przebywających we Włodawie i okolicy Ośrodków Zapasowych do Łucka. Gen. bryg. Wacław Piekarski 16 września wieczorem wydał rozkaz ewakuacji OZAK nr 3 i pozostałych oddziałów z Włodawy na południe, wzdłuż zachodniego brzegu Bugu przez Łowczę, Bukowę Wielką, Łukówek Górny, Rudkę, Świerze, Dorohusk na Luboml. Ośrodek z częściowo nieuzbrojonymi żołnierzami, jedną armatą i taborem, wyruszył w nocy 16/17 września. Przed wymarszem dołączyła duża grupa żołnierzy z Ośrodka Zapasowego Artylerii Konnej nr 1. 17 września rano Ośrodek dotarł do rejonu wsi Ruda, gdzie zatrzymał się na postój. Wkrótce pojawił się niemiecki zmotoryzowany podjazd, który ostrzelał odpoczywających przy drodze żołnierzy OZAK nr 3 i podpalił wieś. Atak odparto, ale w wyniku zamieszania doszło do częściowego rozproszenia się żołnierzy Ośrodka. Dalszy marsz podjęty nocą 17/18 września doprowadził rano 18 września do lasów na południe od Chełma Lub. Tu na wiadomość o agresji sowieckiej, zwolniono wszystkich żołnierzy bez broni i spalono akta. Dalszymi marszami przemieszczono się w okolice Hrubieszowa, następnie Rawy Ruskiej docierając 23 września po południem do lasu pod Uhnowem. W okolicy pojawiły się oddziały niemieckie, które dokonały okrążenia miejsca postoju Ośrodka. Po krótkiej walce otoczony OZAK nr 3 złożył broń. Części żołnierzy udało się zbiec.